# Набати, Сеид Абульгасем
Сеид Абульгасем Набати (перс. سید ابوالقاسم نباتی‎, азерб. Seyid Əbülqasim Nəbati; 1812, Уштибин, Иранский Азербайджан — 1873, там же) — азербайджанский поэт.

## Биография
О его жизни сохранилось крайне мало сведений. Известно лишь, что Набати окончил высшую духовную школу, юность провёл в Арашбаране, позже посетил гробницу шейха Шахабаддина в Ахаре, после чего вернулся в родной Уштибин, где и прожил до конца жизни. После смерти его поэмы, далеко не все из которых были при жизни изданы или даже записаны, исполнялись местными жителями как песни.

## Творчество
Писал на персидском и азербайджанском языках. Его первое стихотворение было опубликовано в Тебризе в 1845 году. Стихотворения Набати на азербайджанском написаны как квантитативной метрикой (аруз), так и силлабической народной (хеджа), среди его наследия присутствуют как рубаи, так и газели, посвящённые воспеванию красот природы, земной любви, призывами наслаждаться радостями жизни. Также Набати писал и философские стихи, в которых важное место занимала тема пантеизма, хотя эта часть его наследия противоречива: в некоторых его произведениях можно усмотреть суфийские или мистические, в некоторых — даже атеистические настроения. В поэтическом наследии Набати чувствуется влияние как классических образцов восточной поэзии, так и народного поэтического творчества. Форма его поэзии оказала определённое влияние на развитие ашугского стиха.
Оригинал дивана Набати хранится в Тебризской национальной библиотеке.